# Pathognomonisch
Pathognomonisch (van Oudgrieks παθογνωμονικός: 'kenmerkend voor een bepaalde ziekte') is een woord in de geneeskundige diagnostiek, en houdt in dat een ziekte door een bepaald symptoom, of combinatie van symptomen, bewezen aanwezig is. Dit komt niet zo heel vaak voor: bij bijna alle symptomen kan meer dan één ziekte passen. 
Voorbeeld: het tegelijk optreden bij een patiënt van purpura op de benen, koliekpijn in de buik, verspríngende gewrichtsklachten én hematurie, is in de diagnostiek 'pathognomonisch voor' purpura van Henoch-Schönlein.
Voorbeeld met een enkel symptoom: een erythema migrans is pathognomonisch voor de ziekte van Lyme. Bij het klinisch waarnemen van het erythema migrans kan dus onmiddellijk de diagnose ziekte van Lyme gesteld worden.
Een metafysaire botbreuk is pathognomonisch voor een 'niet-accidentele' (niet door een ongeluk veroorzaakte) verwonding, en, indien vastgesteld bij een kind, één op één gekoppeld aan kindermishandeling.